# 리브레오피스 베이스
리브레오피스 베이스(LibreOffice Base)는 리브레오피스 제품군의 일부인 관계형 데이터베이스 관리 시스템을 위한 자유-오픈 소스 데이터베이스 개발 및 관리 도구이다. 리브레오피스 베이스는 오픈오피스의 포크로부터 구축되었으며 2011년 10월 4일에 버전 3.4.0.1로 처음 출시되었다.
리브레오피스 제품군의 다른 패키지들과 마찬가지로 베이스는 마이크로소프트 윈도우, macOS, 리눅스를 포함한 여러 플랫폼에서 지원된다. 베이스는 마이크로소프트 윈도우 전용으로 개발된 마이크로소프트 액세스에 비해 플랫폼 간 호환성으로 인정받는다.

## 기능
리브레오피스 베이스는 사용자가 데이터베이스와 그 데이터를 쉽게 생성, 접근, 수정 및 볼 수 있도록 설계되었다. 이는 사용자에게 테이블, 쿼리, 폼, 보고서의 네 가지 주요 도구로 작업할 수 있는 그래픽 사용자 인터페이스를 제공함으로써 이루어진다. 베이스는 프로그램의 다양한 측면에서 사용자를 돕기 위한 소프트웨어 마법사를 포함한다. 리브레오피스 베이스는 폼, 마법사 등을 사용하여 데이터베이스를 생성하기 위해 자바가 필요하다.

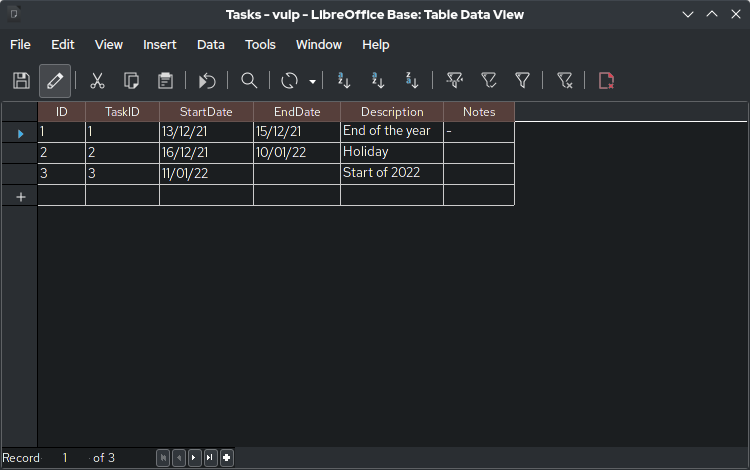
리브레오피스 베이스의 테이블 데이터 보기

베이스는 내장 및 외부 데이터베이스 파일 모두와 작동할 수 있다. 내장 데이터베이스는 C++ 기반 파이어버드 및 자바 기반 HSQLDB를 저장 엔진으로 사용하여 단일 파일로 저장된다. 외부 데이터베이스에 연결할 때 베이스는 액세스 데이터베이스 엔진 (ACE/JET), ODBC/JDBC 데이터 소스, MySQL, MariaDB, PostgreSQL을 포함한 다양한 데이터베이스 시스템과의 상호 작용을 용이하게 하는 그래픽 사용자 인터페이스 프런트엔드 역할을 한다.
베이스는 기업 사용자를 위해 설계된 독점 소프트웨어 경향이 있는 데이터베이스 관리 시스템 소프트웨어 틈새 시장에서 특이한 프로젝트로 설명되었다. 독점 데이터베이스 관리 소프트웨어 비용은 중소기업에서 베이스를 사용하는 이유로 설명되었다.

## HSQLDB에서 파이어버드로의 마이그레이션
내장 저장 엔진을 HSQLDB에서 파이어버드 SQL 백엔드로 전환하는 작업이 2014년에 시작되었다. 파이어버드는 리브레오피스 4.2부터 실험적 옵션으로 리브레오피스에 포함되었다.
2018년 8월, 더 도큐먼트 파운데이션은 리브레오피스 버전 6.1 출시를 발표했다. 실험 모드를 사용하는 경우 내장 파이어버드 엔진 지원이 완전히 제공되며, 이전 HSQLDB 엔진은 더 이상 사용되지 않지만 여전히 사용 가능하며 기본 옵션으로 파이어버드로 대체되었다.
2019년 2월, 더 도큐먼트 파운데이션은 리브레오피스 버전 6.2를 출시했다. 내장 파이어버드 엔진 지원은 실험 모드에서 작동 모드로 전환되었으며, 파이어버드 마이그레이션 어시스턴트는 마이그레이션 프로세스를 위해 콘텐츠의 백업 사본을 XML 문서로 생성할 수 있다. 2020년 2월, 내장 파이어버드는 버전 6.4.1부터 실험 모드로 다시 전환되었다.